# آييلي
آييلي (بالإيطالية: Aielli)‏ هي بلدية في مقاطعة لاكويلا في إقليم أبروتسو الإيطالي.

## السكان
في سنة 1861 بلغ عدد السكان 1٬538 نسمة، وتطور العدد ليصل في سنة 2011 لـ 1٬458 نسمة.
يظهر هذا المخطط البياني تطور النمو السكاني لـ آييلي